# Fürschießer
Le Fürschießer est une montagne culminant à 2 271 m d'altitude dans les Alpes d'Allgäu.

## Toponymie
Le Fürschießer est mentionné pour la première fois en 1500 dans le livre de chasse de l'empereur Maximilien sous le nom de Vierschoeß ou Vierschoessen. Dans l'Atlas Tyrolensis (de) de 1774, il est appelé Schafberg.
Son nom viendrait de la combinaison de Fürschöß, pour sa forte pente, et de Schißar, pour les éboulis et les avalanches. La face nord-ouest est ainsi mentionnée en 1379 sous le nom de Scheißerwand.

## Géographie

### Situation
Cette pente herbue à double cime se situe entre les vallées du Traufbach et du Sperrbach. Au sud-est se trouve la crête conduisant vers le Krottenspitze. Avec ses deux cimes à 2 264 m et 2 271 m d'altitude, il offre un panorama sur les montagnes au-dessus d'Oberstdorf.

### Flore
Bien que le Fürschießer soit une pente herbue, la flore n'est pas aussi riche que celle du Höfats ou du Schneck.
Le sommet a une surface fortement soumise à l'érosion. L'une des raisons fut le surpâturage des moutons, qui est interdit aujourd'hui. Le biologiste Karl Partsch (de) entreprend dans les années 1980 des expériences pour lutter contre l'érosion. Des boutures de pâturin du type Poa alpina (ou pâturin des Alpes) sont récoltées et cultivées. D'autres plantes sont étudiées : l'agrostide des Alpes, la fétuque, la luzule marron, la fléole des Alpes, le pâturin Poa supina ainsi que l'Arabis alpina et la Hornungia alpina. La zone expérimentale est aménagée sur le Fürschießer entre 1985 et 1987, sur une pente de 25 à 30 degrés et une surface de 1 300 m2. Les plants sont d'abord montés au refuge Kemptner par téléphérique puis vers la zone puis en 1986 et 1987, directement sur le lieu lors d'exercices de la Bundeswehr. Douze pieds sont plantées par mètre carré. De la toile de jute est également étalée à titre de comparaison. 27 000 boutures sont plantées en tout.
La face nord du Fürschießer n'est plus exploitée depuis de nombreuses décennies.

## Ascension
Aucun sentier balisé ne mène au sommet du Fürschießer. Cependant il existe des chemins entre le refuge Kemptner et le Prinz-Luitpold-Haus. La crête herbue est possible pour les grimpeurs expérimentés.